# Roberto Grau
Roberto Gabriel Grau (* 18. März 1900 in Buenos Aires; † 12. April 1944 ebenda) war ein argentinischer Schachspieler.

## Leben und Turniererfolge
Grau gewann 1921/1922 die erste und 1928 die dritte Meisterschaft von Südamerika. Bei der zweiten Meisterschaft 1925 und der vierten Meisterschaft 1934 wurde er jeweils Zweiter, dabei 1925 hinter Luis Argentino Palau und 1934 hinter Aaron Schwartzman.
Die argentinische Meisterschaft gewann er 1926 durch einen Sieg zunächst im Turnier und dann im Zweikampf 5:3 gegen den amtierenden Meister Damián Reca. Den Titel verteidigte er kampflos, da Turniersieger Damián Reca und nach dessen Absage Zweitplatzierter Luis Palau 1927/1928 nicht gegen ihn spielten. Im Zweikampf besiegte er nach dessen Turniersieg Isaías Pleci 1928 mit 4:0. Nach dem Titelverlust 1929 gegen Pléci 3:5 gelang ihm erst 1934 wieder der Turniersieg, durch den Sieg im Zweikampf gegen Luis Piazzini mit 7,5:5,5 wurde er anschließend wieder argentinischer Meister. 1935 verteidigte er gegen Jacobo Bolbochán 5:3, verlor den Titel aber 1936 mit 2:6 an Carlos Guimard.
Grau nahm an sechs Schacholympiaden teil, wobei er jeweils für Argentinien spielte. Bei der inoffiziellen Schacholympiade 1924 in Paris belegte er Platz 12 in der Einzelwertung. Danach vertrat er sein Land bei der Schacholympiade 1927 in London (am Spitzenbrett besiegte er unter anderem Manuel Golmayo Torriente und spielte remis unter anderem gegen George Koltanowski, Siegbert Tarrasch, Hans Johner, Max Euwe, Lajos Asztalos, André Cheron und Ernst Grünfeld), der Schacholympiade 1928 in Den Haag (mit Siegen gegen unter anderem János Balogh und Valentí Marín sowie Remispartien gegen unter anderem Henri Weenink und Oskar Naegeli), der Schacholympiade 1935 in Warschau, der Schacholympiade 1937 in Stockholm und der Schacholympiade 1939 in Buenos Aires. Bei den letzten fünf Teilnahmen erzielte er ein Gesamtergebnis von 38 Punkten aus 75 Partien (+23 =30 −22).
Nach Berechnung der historischen Elo-Zahl war sein höchstes Rating 2580 im April 1939. Er lag damit auf dem 39. Platz der Weltrangliste.
Grau starb an einer Gehirnblutung.

## Werke
- Tratado General de Ajedrez.  Nachdruck: Ediciones Colihue (September 1998). ISBN 978-9505816064